# Gratens
Gratens település Franciaországban, Haute-Garonne megyében. Lakosainak száma 763 fő (2022. január 1.). Gratens Labastide-Clermont, Bois-de-la-Pierre, Le Fousseret, Lafitte-Vigordane, Marignac-Lasclares, Peyssies és Pouy-de-Touges községekkel határos.

## Népesség
A település népességének változása:
| Lakosok száma | 422  | 372  | 426  | 623  | 666  | 669  | 684  | 696  | 706  | 763  |
|               | 1968 | 1982 | 1990 | 2006 | 2013 | 2015 | 2017 | 2019 | 2020 | 2022 |